# Alfarnatejo
Alfarnatejo ist eine Gemeinde (municipio) mit 371 Einwohnern (Stand: 2024) in der Provinz Málaga in der Autonomen Region Andalusien im Süden Spaniens. 

## Geographie
Sie befindet sich in der Nähe der Sierra del Jobo im Nordwesten und der Sierra de Alhama im Osten in der Bergregion Axarquía. Der Ort grenzt an Alfarnate, Colmenar, Periana und Riogordo. 

## Geschichte
Der Ort stammt aus der arabischen Periode von Al-Andalus und gehörte bis zum 18. Jahrhundert zu Alfarnate.

## Bevölkerungsentwicklung
| 1842 | 1900 | 1950 | 1980 | 1990 | 2000 | 2010 | 2020 |
| ---- | ---- | ---- | ---- | ---- | ---- | ---- | ---- |
| 463  | 624  | 743  | 435  | 435  | 412  | 513  | 363  |